# Jacuizinho
Jacuizinho är en kommun i Brasilien.   Den ligger i delstaten Rio Grande do Sul, i den södra delen av landet, 1 600 km söder om huvudstaden Brasília. Antalet invånare är 2 507.
Trakten runt Jacuizinho består till största delen av jordbruksmark. Runt Jacuizinho är det mycket glesbefolkat, med 5 invånare per kvadratkilometer.